# Christophe Nick
Pour les articles homonymes, voir Nick.
Christophe Nick, né le 15 novembre 1958, est un journaliste français, enquêteur, essayiste et réalisateur de documentaires pour la télévision.

## Biographie
Christophe Nick débute au magazine Rock'n Folk en 1980, puis entre au magazine Actuel où il devient grand reporter, chef des enquêtes jusqu'à la disparition du journal en 1994. 
Spécialiste de l'Europe de l'Est, il suit pendant les années 1980 les dissidents du monde communiste. Après le massacre de la place Tiananmen auquel il assiste en juin 1989, il s'engage aux côtés des démocrates chinois en affrétant un cargo avec Reporters sans frontières qui parviendra en mer de Chine pour tenter de faire émettre une radio pirate, La déesse de la démocratie.
Il entame alors une longue collaboration avec Pierre Péan. Ensemble, ils sont auteurs de plusieurs documentaires d'enquête : L'Affaire des Irlandais de Vincennes (France 2, 1996), Les Écoutes téléphoniques (France 3, 1997), le Fisc (Canal Plus, 1998). Ils publient aux éditions Fayard une longue enquête sur TF1, Un pouvoir, qui sera un des best-sellers de l'année 1997.
Parallèlement à son travail d'enquêteur, Christophe Nick est à l'origine du mouvement Stop la violence en 1999, un mouvement qui reçoit le soutien du journal Nova Magazine, fondé par le créateur d'Actuel, Jean-François Bizot.
Une violente polémique, déclenchée par Thierry Meyssan, le futur auteur de L'Effroyable imposture, à l'époque président du Réseau Voltaire qui tente de prouver que Stop la violence est organisé en sous-main par certains dirigeants du Parti socialiste, met fin prématurément à ce mouvement.
Christophe Nick a passé quelques mois à lancer Le Vrai Journal papier de Karl Zéro. Il en démissionne dès le numéro 3. Il ne se consacre dès lors plus qu'aux documentaires.
Le 26 février 2002, il est condamné par le tribunal de grande instance de Paris, pour deux passages portant atteinte à la vie privée de Daniel Gluckstein, dans son ouvrage Les trotskistes. Dans les faits, il a utilisé les faits concernant un autre militant trotskiste pour les attribuer à ce dernier, pouvant lui porter préjudice en pleine campagne présidentielle. Le juge ordonne notamment la suppression de ces deux passages en cas de réédition de ce livre.
En 2002, il réunit une équipe et s'installe pour trois ans dans l'agglomération de Creil, d'où sortira la collection diffusée par France 2 Chroniques de la violence ordinaire produite par Nova Prod (2005) ; quatre films qui recevront le prix de la critique du meilleur documentaire télévision 2005 du syndicat français de la critique de cinéma.
Il fonde en 2006 sa société de production de documentaires, Yami 2.
En 2008, France 2 diffuse la série qu'il a coécrit avec Andrew Bampfield et coproduit avec Emmanuel Giraud (Les films de la croisade) La Résistance, 2X90 de docu-fiction, ainsi que 4X52 pour France 5, coréalisés avec Patricia Bodet.
En avril 2009, il est l'auteur et le producteur du documentaire Le Jeu de la mort (diffusé sur TSR2 et France 2 en mars 2010), où il reprend l'expérience de Milgram. Les candidats se soumettent à l'autorité du journaliste au point d'infliger une décharge mortelle à un autre candidat (joué par un comédien) dans 81 % des cas.

## Ouvrages
- Téléphone coll. Rock'n Folk, Albin Michel, 1984
- TF1, Un Pouvoir avec Pierre Péan, Fayard, Paris, 1997
- Stop la violence, Fayard, coll. « Documents », Paris, 1999
- Résurrection. Naissance de la Ve République, un coup d'État démocratique, Fayard, Paris, 1999
- Les Trotskistes, Fayard, Paris, 2002
- L'Expérience extrême avec Michel Eltchaninoff, Don Quichotte Éditions, Paris, 2010

## Documentaires
- avec Jean Denis Bonan, Clandestin en Chine, soirée thématique Arte, 1992
- avec Pierre Péan, Les Irlandais de Vincennes, France 2, 1996
- L'Extrémiste, François Genoud de Hitler à Carlos, France 3, 1996
- Les Écoutes téléphoniques, France 3, 1997
- Le Fisc, Canal Plus, 1998
- La Technique du coup d'État démocratique, Canal Plus, 1999
- avec Arianne Doublet, Stop la Violence, Canal Plus, 2000
- avec Pierre Bourgeois, David Carr-Brown et Patricia Bodet, Chroniques de la violence ordinaire, série en 4 volets, France 2, 2005 « Six mois d’enquête, deux ans de tournage, quatre films réalisés… à Creil, dans l’Oise[14]. »
La série s'intéresse aux violences urbaines en France, elle est composée de :
Épisode 1 : Enfantes en déroute (90 min)
Épisode 2 : Le business des chéquiers volés (85 min)
Épisode 3 : Au tribunal pour enfants (85 min)
Épisode 4 : Les mauvais garçons (85 min)
- avec Patricia Bodet, École(s) en France, série en 3 volets, France 2, 2006
- avec Felix Olivier et Patricia Bodet, La Résistance, série en 2 volets docu-fiction France 2 et documentaire en quatre volets France 5, 2008[15]
- avec Jean-Robert Viallet, La Mise à mort du travail, France 3, 2009
- avec Thomas Bornot, Gilles Amado et Alain Michel Blanc, Le Jeu de la mort, France 2, 2010
- avec Jean-Robert Viallet, Le temps de cerveau disponible, France 2, 2010
- avec Jean-Robert Viallet, Manipulations, série documentaire sur les affaires d’État, France 5, 2012
- avec Gilles Cayatte, Immigration et délinquance : L’enquête qui dérange, France 2, 2014[16].